# Fathi Abu Moghli
Fathi Abou Moughli est ministre de la Santé de l'État de Palestine dans le gouvernement Salam Fayyad de juin 2007.